# Rhyparochromini

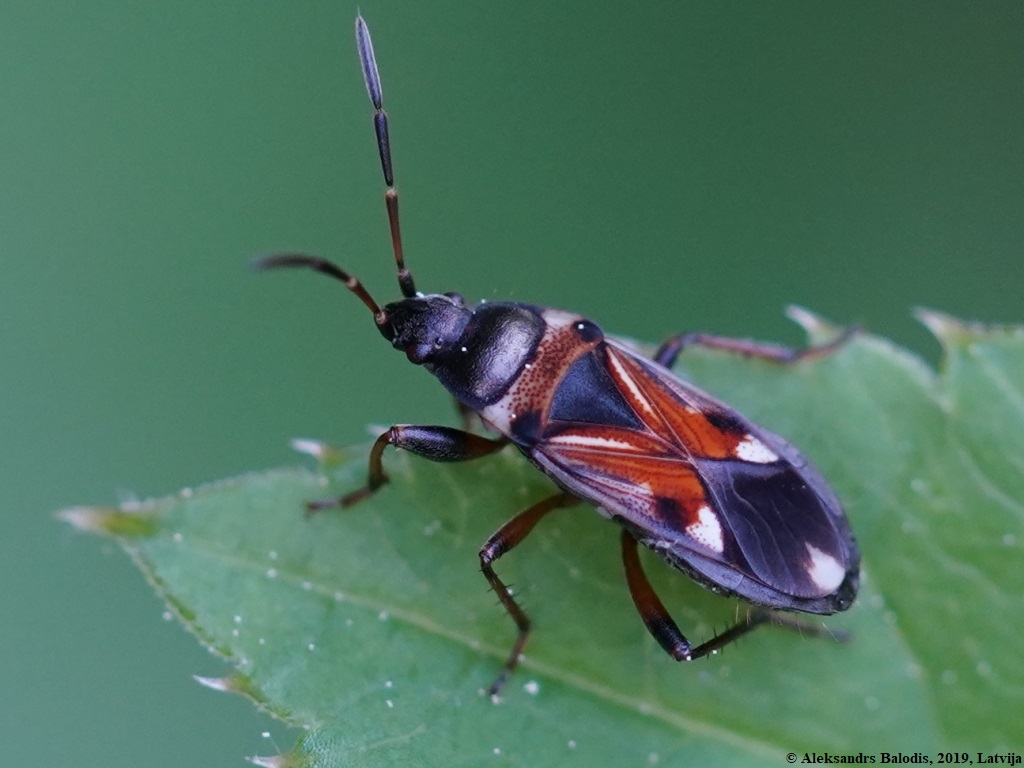
Raglius alboacuminatus

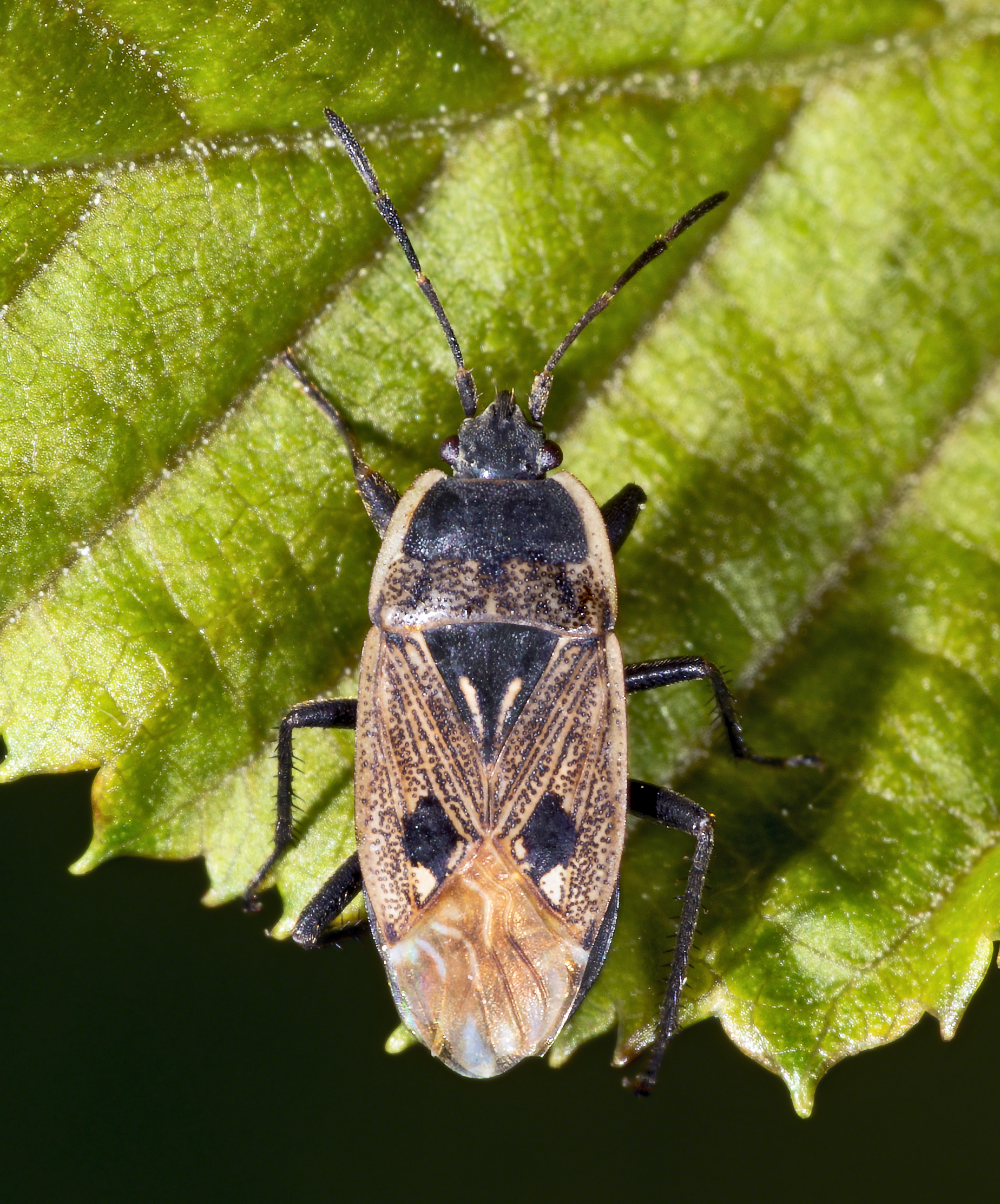
Sępień rombowiec

Rhyparochromini – plemię pluskwiaków z podrzędu różnoskrzydłych i rodziny brudźcowatych.

## Morfologia
Pluskwiaki te często mają przysadziste, duże jak na przedstawicieli nadrodziny Lygaeoidea ciało. Głowa ma dobrze rozwinięte bukule, przyoczka, osadzone poniżej środka oczu złożonych, czteroczłonowe czułki, czteroczłonową kłujkę. Przedplecze cechuje się płasko rozszerzonymi lub zaopatrzonymi w listewkę krawędziami bocznymi. Odwłok jest wyposażony w laterotergity i ma przetchlinki trzeciej i czwartej pary umieszczone na grzbietowej stronie segmentów, a pozostałe na sternitach.
U larw występuje dobrze rozwinięty szew Y-kształtny. Odwłok mają najczęściej słabo zesklerotyzowany i z wzorzystym ubarwieniem. Trzy dobrze wykształcone ujścia grzbietowych gruczołów zapachowych leżą między tergitami trzecim i czwartym, czwartym i piątym oraz piątym i szóstym.

## Rozprzestrzenienie
Plemię rozprzestrzenione jest kosmopolitycznie. Najliczniej reprezentowane jest w strefie międzyzwrotnikowej Starego Świata oraz w krainie palearktycznej. W Polsce stwierdzono 15 gatunków z 8 rodzajów (zobacz: brudźcowate Polski). Stosunkowo nieliczne gatunki znane są z Nearktyki. W Australii stwierdzono 30 gatunków, w tym 20 endemiczne. Brak jest gatunków rodzimych dla krainy neotropikalnej.

## Taksonomia
Autorami taksonu są Charles Jean-Baptiste Amyot i Jean Guillaume Audinet-Serville, którzy wprowadzili go w 1843 roku. W randze plemienia wprowadził go jako pierwszy Carl Stål w latach 1862–1864. Jest to najbardziej różnorodne plemię całej rodziny brudźcowatych. Należy do niego około 370 opisanych gatunków, zgrupowanych w rodzajach:
- Acroraglius Wagner, 1961
- Aellopus Wolff, 1802
- Altomarus Distant, 1903
- Beosus Amyot & Serville, 1843
- Caprochromus Scudder, 1968
- Caridops Bergroth, 1894
- Cordillonotus Scudder, 1984
- Cyrtocnemodon Eyles & Scudder, 1968
- Dieuches Dohrn, 1860
- Distadieuches Scudder, 1968
- Ectyphoscelus Eyles, 1968
- Elasmolomus Stal, 1872
- Graphoraglius Wagner, 1961
- Graptopeltus Stal, 1872
- Lanchnophorus Reuter, 1887
- Metadieuches Distant, 1918
- Metochus Scott, 1874
- Naphiellus Scudder, 1962
- Naphius Stal, 1874
- Narbo Stal, 1865
- Naudarensia Distant, 1904
- Nocellochromus Scudder, 1963
- Orieotrechus Scudder, 1962
- Orphnotrechus Sweet, 1991
- Paradieuches Distant, 1883
- Perimeda Reuter, 1887
- Peritrechus Fieber, 1861
- Phorcinus Stal, 1874
- Poeantius Stal, 1865
- †Prolygaeus Scudder, 1890
- Quiobbesus Scudder, 1968
- Ragliodes Reuter, 1885
- Raglius Stal, 1872
- Rhyparochromus Hahn, 1826
- Rhyparoclava Kment, Hemala & BaŇar, 2016
- Rhyparothesus Scudder, 1962
- Rollathemus Scudder, 1963
- Scudderocoris Dellapé, Melo, Montemayor & Kondorosy, 2017
- Stizocephalus Eyles, 1970
- Trichaphanus Kiritshenko, 1926
- Uhleriola Horvath, 1908